# Prix Bill-Finger
Le prix Bill-Finger de l'excellence dans le scénario de comic book (anglais : Bill Finger Award for Excellence in Comic Book Writing), dit prix Bill Finger est un prix américain remis depuis 2005 lors du Comic-Con de San Diego en mémoire de Bill Finger (1914-1974), premier scénariste de Batman.
Créé par Jerry Robinson (1922-2011), il récompense des scénaristes de comics dont l'œuvre « n'a pas reçu la reconnaissance qu'elle mérite », et plus généralement des auteurs aux scénarios marquants. Un auteur mort et un auteur vivant sont récompensés chaque année, sauf exception.

## Lauréats
| Année         | Lauréat                   | Dates     |
| ------------- | ------------------------- | --------- |
| 2005          | Arnold Drake              | 1924-2007 |
| 2006          | Alvin Schwartz            | 1916-2011 |
| 2007          | George Gladir             | 1925-2013 |
| 2008          | Larry Lieber              | 1931-     |
| 2009          | Frank Jacobs              | 1929-     |
| 2010          | Gary Friedrich            | 1943-     |
| 2011          | Del Connell               | 1918-2011 |
| 2012          | Steve Skeates             | 1943-     |
| 2013          | Don Rosa                  | 1951-     |
| 2014          | Bill Mantlo               | 1951-     |
| 2014          | Jack Mendelsohn           | 1926-2017 |
| 2015          | Don McGregor              | 1945-     |
| 2016          | Elliot S! Maggin (en)     | 1950-     |
| 2017          | William Messner-Loebs     | 1949-     |
| 2018          | Joye Hummel               | 1924-     |
| 2019          | Mike Friedrich            | 1949-     |
| 2020          | Aucun lauréat             |           |
| 2021          | Aucun lauréat             |           |
| 2022          | Bob Bolling               | 1928-     |
| 2023          | Barbara Friedlander       | 1934-     |
| 2024          | Jo Duffy                  | 1954-     |
| Prix posthume |                           |           |
| 2005          | Jerry Siegel              | 1914-1996 |
| 2006          | Harvey Kurtzman           | 1924-1993 |
| 2007          | Gardner Fox               | 1911-1986 |
| 2008          | Archie Goodwin            | 1937-1998 |
| 2009          | John Broome               | 1913-1999 |
| 2010          | Otto Binder               | 1911-1974 |
| 2011          | Bob Haney                 | 1926-2004 |
| 2012          | Frank Doyle               | 1917-1996 |
| 2013          | Steve Gerber              | 1947-2008 |
| 2014          | Robert Kanigher           | 1915-2002 |
| 2015          | John Stanley              | 1914-1993 |
| 2016          | Richard E. Hughes (en)    | 1909-1974 |
| 2017          | Jack Kirby                | 1917-1994 |
| 2018          | Dorothy Woolfolk (en)     | 1913-2000 |
| 2019          | E. Nelson Bridwell (en)   | 1931-1987 |
| 2020          | Virginia Hubbell Bloch    | 1914-2006 |
| 2020          | Nicola Cuti (en)          | 1944-2020 |
| 2020          | Leo Dorfman (en)          | 1914-1974 |
| 2020          | Gaylord DuBois            | 1899-1993 |
| 2020          | Joe Gill                  | 1919-2006 |
| 2020          | France Edward Herron (en) | 1917-1966 |
| 2020          | Robert Berstein (en)      | 1919-1988 |
| 2020          | Toni Blum                 | 1918-1973 |
| 2020          | Vic Lockman (en)          | 1927-2017 |
| 2020          | Robert Morales (en)       | 1958-2013 |
| 2020          | Paul S. Newman            | 1924-1999 |
| 2020          | Bob White                 | 1928-2005 |
| 2022          | Don Rico                  | 1912-1985 |
| 2023          | Sam Glanzman              | 1924-2017 |
| 2024          | Ralph Newman              | 1914-1989 |